# AFC Tubize
Der Association Football Clubs Tubize ist ein belgischer Fußballverein aus Tubize.

## Geschichte
Am 28. Dezember 1925 wurde der Cercle Sportif Tubizien gegründet. Im Februar des folgenden Jahres trat der Klub dem belgischen Verband bei. Am 2. Februar 1953 wurde der Lokalrivale Club Sportif Esperance Tubize gegründet, der im Juni Mitglied des Verbandes wurde. Als sich die beiden Mannschaften zum 1. Juli 1967 zum Football Club Tubize zusammenschlossen, wurde der neu geschaffene Klub unter dem Eintrag des CS Esperance weitergeführt.
1976 entstand ein neuer Ortsrivale, die Amis Reunis Tubize. Mit diesem fusionierte der FC Tubize am 1. Juli 1990 zum AFC Tubize, der in der vierten belgischen Liga antrat. Der Klub wird beim Verband unter dem Eintrag des FC Tubize weitergeführt.
Nachdem der Verein 1995 noch in den Aufstiegsspielen gescheitert war, gelang 1996 der Aufstieg in die dritte Liga. Dort verpasste die Mannschaft mit drei Punkten Rückstand auf Zultse VV den Klassenerhalt. 1998 wurde der Verein Vizemeister und qualifizierte sich damit für die Aufstiegsspiele. Allerdings verlor AFC in der zweiten Runde gegen Royal Sprimont CS mit 1:2 und verpasste den direkten Wiederaufstieg. 1999 wiederholte der Klub die Vizemeisterschaft. In der letzten Runde der Aufstiegsspiele wurde zwar mit 0:2 gegen RFC Tournai verloren, wegen des Rückzugs des Zweitligisten KFC Herentals vom Spielbetrieb kam es jedoch zu einem Entscheidungsspiel mit SK Maldegem, die das andere Spiel der letzten Runde verloren hatten. Am 28. Mai 1999 wurden diese mit 3:2 nach Verlängerung besiegt und damit die Rückkehr in die Drittklassigkeit besiegelt.
AFC Tubize gelang 2000 der sechste Platz, ein Jahr später Platz acht. Während die Mannschaft bis ins Achtelfinale des belgischen Pokals vorstieß, wo sie an R.A.A. La Louvière scheiterte, belegte sie am Saisonende den vierten Tabellenrang. Allerdings wurde ihr bereits im Vorfeld die Lizenz für die zweite Liga verweigert, so dass die Qualifikation zu den Aufstiegsspielen verwehrt wurde.
2003 wurde AFC Tubize mit fünf Punkten Vorsprung auf Verfolger Oud-Heverlee Löwen Meister der dritten Liga und schaffte damit den Aufstieg in die zweite Liga. Dort wurde der Klub Tabellenvierter und qualifizierte sich somit für die Aufstiegsspiele, wo äußerst knapp der Durchmarsch in die Erste Division verpasst wurde. Aufsteiger KV Ostende hatte nur einen Punkt Vorsprung in dieser ausgeglichenen, vier Mannschaften umfassenden Runde, die AFC Tubize auf dem letzten Tabellenrang beendete. Mit Yves Buelinckx, dem 25 Tore gelangen, wurde auch der Zweitligatorschützenkönig gestellt.
2004/05 verpasste AFC Tubize als Tabellensechster knapp die Aufstiegsspiele zur Jupiler League, in der folgenden Saison platzierte sich die Mannschaft als Zwölfter, danach als Neunter. In der Saison 2007/08 erreichte man mit dem zweiten Platz in der zweiten Liga schließlich die Relegationsspiele. Mit 6 Siegen aus 6 Spielen setzte sich die Mannschaft souverän gegen Royal Antwerpen, KVSK United Overpelt-Lommel und Oud-Heverlee Leuven durch und spielte in der Saison 2008/09 sein bislang einziges Jahr in der Ersten Division, aus der man als Siebzehnter gleich wieder abstieg.
In den nächsten Jahren hielt man sich im Mittelfeld der zweiten Division. In der Saison 2014/15 beabsichtigte das Lizenzkomitee, dem Verein für das nächste Jahr keine neue Lizenz für die zweite Division zu erteilen. Aufgrund eines Einspruchs vor dem Belgischen Sportgerichtshof wurde diese dann doch erteilt.
Seit der Saison 2016/17 nehmen nur noch acht Mannschaften an der zweiten Division teil. Tubize konnte sich dafür qualifizieren. Am 18. November 2017 erfolgte die Verpflichtung des aktuellen Trainers Christian Bracconi.
Tubize musste in dieser Saison an der Abstiegsrunde teilnehmen, belegte dort aber den 1. Platz, so dass es in der Division 1B verblieb. Auch in der Folgesaison kam zur Teilnahme an der Abstiegsrunde. Dieses Mal belegte der Verein dort den letzten Platz. Da Lierse SK während der Teilnahme an den Play-off 2 der ersten Division insolvent wurde, konnte Tubize erneut in der Division 1B verbleiben.
Auch in der Saison 2018/19 musste der Verein als Letzter der Gesamttabelle an der Abstiegsrunde teilnehmen, wo er ebenfalls den letzten Platz belegte und daher in die 1. Division Amateure abstieg. Dort belegte er bei Abbruch der Saison 2019/20 infolge der COVID-19-Pandemie den vorletzten Platz. Da der Verein aber Lizenzbedingungen für die nächste Saison in der 1. Division Amateure nicht erfüllte, stieg er in die 2. Division Amateure (Wallonie) ab.